# Prokop Siostrzonek

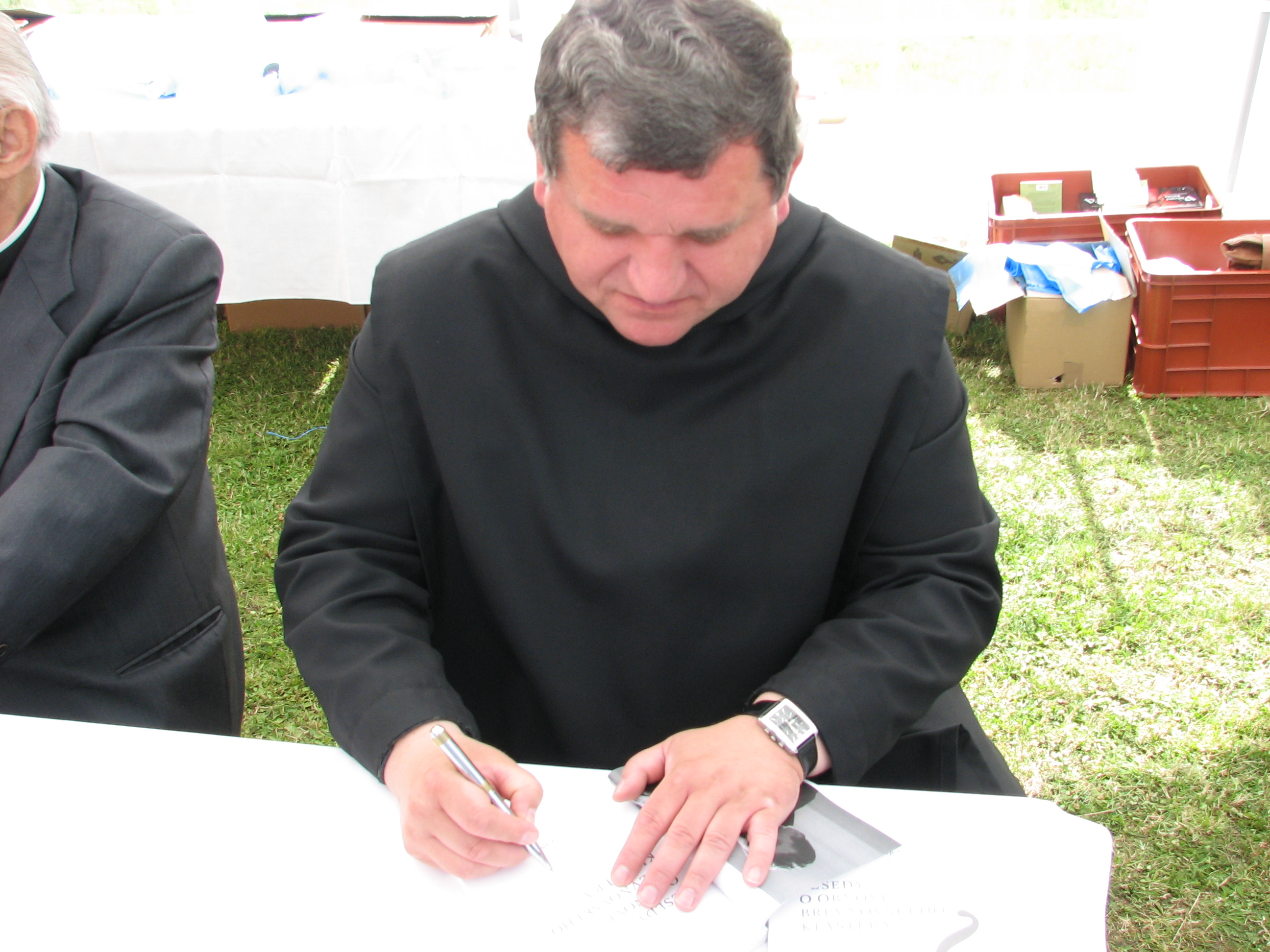
Prokop Siostrzonek na Velehradě 2008

Petr Prokop Siostrzonek (* 9. srpna 1957, Český Těšín) je římskokatolický duchovní, benediktinský mnich a arciopat břevnovského kláštera.

## Život
Siostrzonek pochází z Českého Těšína, kde absolvoval místní gymnázium. Během svého mládí ministroval v českotěšínském kostele Božského Srdce Páně. Během této doby byl ovlivněn knězi Evženem Kalischem a Josefem Kurowským
V letech 1976–1983 studoval teologii na Cyrilometodějské bohoslovecké fakultě (CMBF) v Litoměřicích. V roce 1977 se setkal s páterem Alešem Gwuzdem, benediktýnským mnichem, který v té době spravoval Domaslavickou farnost. Pod vedením Aleše Gwuzda se Petr Siostrzonek stal tajným novicem v řádu. V letech 1979–1981 absolvoval základní vojenskou službu u raketometného oddílu v Plzni.
Během studií na bohoslovecké fakultě složil 11. července 1982 první mnišské sliby, řeholní jméno Prokop mu vybral v rámci šifrované korespondence opat Anastáz Opasek. Na kněze byl vysvěcen v Olomouci 25. června 1983 olomouckým ordinářem Josefem Vranou. Primiční mši sloužil 3. července 1983 v kostele Božského Srdce Páně v Českém Těšíně. Po ukončení studií působil jako kněz ve farnostech olomouckého arcibiskupství (např. Ostrava-Poruba, Třinec, Valašské Meziříčí, Svatý Mořic v Olomouci).
V důsledku smrti kněze Gwuzda vstoupil Prokop Siostrzonek v přímou tajnou komunikaci s opatem Opaskem. Jeden z těchto dopisů byl odhalen StB, která mu v rámci vyšetřování nabídla spolupráci. Jelikož ji Prokop Siostrzonek odmítl, ztratil státní souhlas s vykonáváním funkce kněze a pracoval v Tesle Rožnov (1987–1988). Na základě komunikace s opatem Opaskem vyhledal opata Augustyna Jankowského z kláštera benediktinů v Týnci u Krakova, u kterého složil 26. července 1987 věčné sliby vázané na klášter v Břevnově. Po získání státního souhlasu byl kaplanem ve Strážnici a v létě 1989 byl přeložen do Ratají u Kroměříže.

### Jmenování převorem a arciopatem
V prosinci 1989 jej jmenoval opat Opasek převorem Benediktinského arciopatství sv. Vojtěcha a sv. Markéty v Praze-Břevnově. Aktivně se podílel na přípravě restituce břevnovského kláštera a jeho obnovy, proto byl prvně přeložen do farnosti v pražských Stodůlkách a následně pak přímo do Břevnovského kláštera.
Po smrti břevnovského arciopata Anastáze Opaska v létě 1999 byl dosavadní převor Prokop Siostrzonek zvolen převorem-administrátorem kláštera (jako převor-administrátor má stejná práva a povinnosti jako arciopat, nepřijímá však opatskou benedikci a neužívá opatských insignií). Dne 30. dubna 2005 byl ve funkci převora administrátora potvrzen na dobu neurčitou.
Dne 21. listopadu 2017 byl zvolen arciopatem břevnovského kláštera. Opatskou benedikci pak přijal v neděli dne 14. ledna 2018 při slavnostní mši z rukou Dominika kardinála Duky v břevnovské bazilice svaté Markéty.
V roce 2019 obdržel Čestné občanství Prahy 6.

## Knihy
- Doteky Vánoc (2004)
- Vánoční slovník (2004)
- Řehole Benediktova s Prokopem Siostrzonkem (2005)
- Besedy o obnově břevnovského kláštera (2007)
- Ranní zamyšlení s Prokopem Siostrzonkem (2008)